# Isabel de Saavedra
Isabel de Saavedra (1584 - 1652) fou filla natural de Miguel de Cervantes, la seva única descendent, a excepció del seu enigmàtic fill napolità, Promontorio.
Isabel fou filla de Miguel de Cervantes i la seva amant Ana de Villafranca (1563-1598), una dona casada amb el taverner Alonso Rodríguez a qui l'escriptor va conèixer poc després d'haver retornat de la seva llarga captivitat a Alger en 1580. En néixer en 1584, l'escriptor es va desentendre d'ella i de la seva mare en coincidir l'esdeveniment amb l'èxit de la seva primera novel·la, La Galatea i el seu compromís matrimonial amb Catalina de Salazar, que va acabar en divorci. En 1598 morí Ana de Villafranca i l'any següent Cervantes va assumir la seva responsabilitat com a pare, reconeixent la nena quan ja tenia catorze anys i reclamant-la per mitjà de la seva germana Magdalena, que la va posar al seu servei i li va donar el seu segon cognom, Saavedra, raons que poden explicar en part el tibant vincle que va haver-hi entre els dos; segons Maganto:
| « | El que sembla evident és que Cervantes no la va reclamar quan va morir el pare putatiu d'Isabel, Alonso Rodríguez, en 1590. Després, va esperar més d'un any per a reclamar-la i no va voler estar present en tan honrós esdeveniment. D'altra banda, la va reconèixer de forma implícita, és a dir no donant-li el seu primer cognom, sinó el de Saavedra, i sempre per mitjà de la seva germana Magdalena. Tot això ho sabia la seva filla i mai li ho va perdonar. Per a mi, són massa contradiccions que no poden explicar-se solament per por que la seva esposa Catalina se n'assabentés. | » |

Isabel va ser batejada, segons la partida que va descobrir Emilio Maganto Pavón, el 9 d'abril de 1584 a l'església dels Sants Just i Pastor, la qual cosa permet rebutjar l'especulació anterior que fos, per ventura, filla de Magdalena de Cervantes i de Joan d'Urbina. Maganto Pavón aporta 31 documents nous inèdits sobre la filla de Cervantes que ho desmenteixen. Era de caràcter fort i, a part d'una desafortunada infància, va tenir una vida difícil fins a cert punt per l'insípid comportament del seu pare envers ella. El seu primer espòs, Diego Sanz de l'Àguila, va morir inesperadament; el segon, Luis de Molina, va ser un arranjament no desitjat, i va sostenir una relació adúltera amb Joan d'Urbina, amb qui va tenir una filla, Isabel Sanz de Saavedra, morta als dos anys. En opinió de Maganto, Isabel va ser, amb Catalina de Salazar, l'esposa de Cervantes, la dona que més va influir en la vida de l'autor.
Quant a un altre suposat fill de Cervantes, d'existència molt incerta, hauria nascut a Nàpols en 1575 i se'n sap molt poc, tret que es deia Promontorio i s'esmenta en el capítol VIII del seu Viatge del Parnàs juntament amb la seva mare, a la qual Cervantes anomenava Silena. Aquest nen, per dades extretes de diferents documents, sembla que va arribar a l'edat adulta i va ser home d'armes.